# Chinaldinrot
Chinaldinrot ist eine chemische Verbindung aus der Gruppe der Cyaninfarbstoffe.

## Herstellung
Die Synthese von Chinaldinrot durch Kondensation von 1-Ethyl-2-methylchinoliniumiodid mit p-Dimethylaminobenzaldehyd in Gegenwart von Piperidin als Katalysator wurde 1922 von William Hobson Mills und James Leonard Brierley Smith veröffentlicht.
Die Synthese geht auf ein 1912 von Walter König beschriebenes Verfahren zurück, bei dem p-Dimethylaminobenzaldehyd mit 1-Methyl-2-methylchinoliniumsalzen umgesetzt wird.

## Eigenschaften
Chinaldinrot verhält sich im pH-Bereich 1,4–3,2 als Indikator mit einem Farbumschlag von farblos nach rot.
In halogenierten Lösungsmitteln wie zum Beispiel Chloroform oder Bromoform erfolgt beim Belichten mit blauem Licht (400–490 nm) eine photochemische Reaktion, die sich durch die Abnahme der trans-Extinktion der entsprechenden Absorptionsbande zeigt. Es handelt sich dabei vermutlich um eine irreversible Oxidation. Beim Belichten einer Farbstofflösung in einem mit HCl begasten protischen oder aprotischen Lösungsmittel erfolgt dagegen durch eine photochemische trans-cis-Isomerisierung eine reversible Extinktionsänderung.

## Verwendung
Chinaldinrot findet Verwendung als Säure-Base-Indikator bei Titrationen in nichtwässrigen Lösungsmitteln, beispielsweise bei der titrimetrischen Bestimmung schwacher Basen mit Perchlorsäure oder bei der Bestimmung der Wasserstoffionenkonzentration in der Magensäure.
Mit Nukleinsäuren bildet Chinaldinrot fluoreszierende Verbindungen, die im pH-Bereich 3,2–3,6 ihre maximalen Fluoreszenz aufweisen. Der Farbstoff kann daher als fluorometrische Methode zur schnellen Bestimmung von Nukleinsäuren verwendet werden.